# Koninklijke Rupel Boom Football Club
Il Koninklijke Rupel Boom Football Club è una squadra di calcio di Boom, Belgio. Milita nella Division 1, la terza serie del campionato belga. Le partite interne vengono disputate al Gemeentelijk Parkstadion.

## Rosa attuale
| N. |                   | Ruolo | Calciatore          |
| -- | ----------------- | ----- | ------------------- |
| 29 | Belgio (bandiera) | P     | Olivier Van Impe    |
| 1  | Belgio (bandiera) | P     | Sam Van Den Bosch   |
| 25 | Belgio (bandiera) | P     | Dries De Boodt      |
| 22 | Belgio (bandiera) | D     | Jerry Poorters      |
| 33 | Belgio (bandiera) | D     | Nico Van Der Linden |
| 9  | Belgio (bandiera) | D     | Cédric De Troetsel  |
| 4  | Belgio (bandiera) | D     | Wesley Snoeys       |
| 20 | Belgio (bandiera) | D     | Sven Vanderheyden   |
| 5  | Guinea (bandiera) | D     | Tidiane Kourouma    |

| N. |                   | Ruolo | Calciatore               |
| -- | ----------------- | ----- | ------------------------ |
| 13 | Belgio (bandiera) | C     | Davy De Smedt            |
| 6  | Belgio (bandiera) | C     | Frank Magerman           |
| 10 | Belgio (bandiera) | C     | Bjorn Beyens             |
| 17 | Belgio (bandiera) | C     | Nick Van der Westerlaken |
| 24 | Belgio (bandiera) | C     | Joren Dom                |
| 16 | Belgio (bandiera) | C     | Jeroen Mertens           |
| 11 | Belgio (bandiera) | C     | Raoul Ngadrira Avansey   |
| 8  | Belgio (bandiera) | A     | Dries Ventose            |
| 7  | Belgio (bandiera) | A     | Matthis Persoons         |

## Palmarès

### Competizioni nazionali
- Tweede klasse: 1

1976-1977
- Derde klasse: 2

1962-1963, 1970-1971

### Altri piazzamenti
- Tweede klasse:

Secondo posto: 1991-1992
- Derde klasse:

Vittoria play-off: 2009-2010